# 安博堡
安博堡（法語：La Ferté-Imbault，法語發音：[la fɛʁte ɛ̃bo]）是法国卢瓦-谢尔省的一个市镇，位于该省东部，罗莫朗坦-朗特奈和萨尔布里之间，属于罗莫朗坦-朗特奈区。安博堡城堡（Château de La Ferté-Imbault）历史上为当地一个封建庄园领主的城堡。

## 地理
安博堡（47°23'9"N, 1°57'20"E）面积50.02 平方千米，位于法国中央-卢瓦尔河谷大区卢瓦-谢尔省，该省份为法国中北部省份，北起厄尔-卢瓦省，东北接卢瓦雷省，东南接谢尔省，南至安德尔省，西南接安德尔-卢瓦尔省，西北接萨尔特省。
与安博堡接壤的市镇（或旧市镇、城区）包括：圣维亚特尔、谢尔河畔沙特尔、马西伊昂戈、萨尔布里、塞勒圣但尼、泰耶。

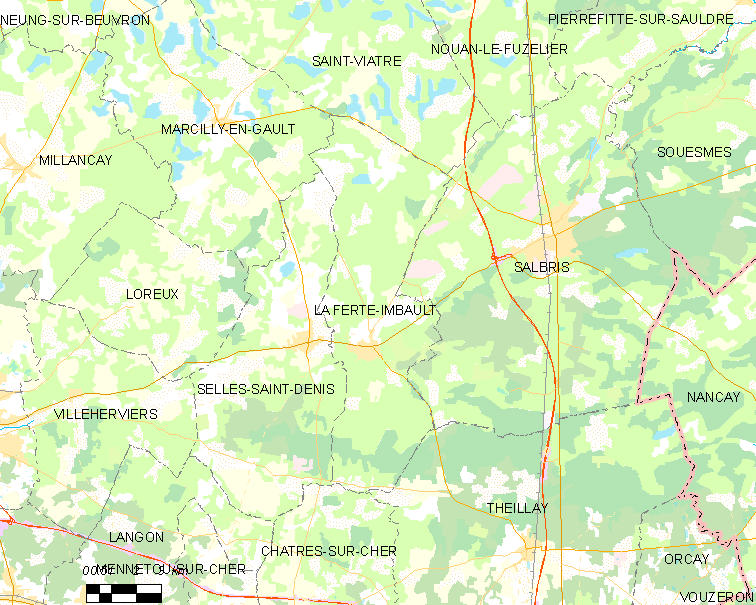
安博堡的OSM定位图

安博堡的时区为UTC+01:00、UTC+02:00（夏令时）。

## 行政
安博堡的邮政编码为41300，INSEE市镇编码为41084。

## 政治
安博堡所属的省级选区为拉索洛涅县。

## 人口

1962-2008年间安博堡人口变化图示

安博堡于2022年1月1日时的人口数量为951人。